# 中原くんの過保護な妹
『中原くんの過保護な妹』（なかはらくんのかほごないもうと）は、ほっぺげによる日本の漫画作品。『まんがライフWIN』（竹書房）にて連載されたほか竹書房の4コマ誌にゲスト掲載される。略称は「なかほご」。

## あらすじ
平凡な高校生・中原佑介はこの春から妹・中原まりあと同居することになった。佑介は身の回りの面倒を全部見てくれる過保護な妹からの自立を決心する。

## 登場人物
登場人物の苗字は全て南武線の駅名が由来となっている。
中原 祐介（なかはら ゆうすけ）
平凡な高校2年生。4月3日生まれ。身長178センチメートル。A型。生活能力は低い。
中原 まりあ（なかはら まりあ）
祐介の妹。高校1年生。4月30日生まれ。身長151センチメートル。AB型。B83/W55/H78。ブラウンのショートカットの少女。物語開始前に髪型を変えた。祐介・えりかの世話を一身に担っている。瑠衣には敵わないもののスタイルは良い。
中原 えりか（なかはら えりか）
祐介とまりあの姉。29歳。6月5日生まれ。身長146センチメートル。AB型。B66/W49/H59。小説家として生計を立てている。まりあが来るまでは祐介と2人で暮らしていた。生活能力は皆無。小学生と見紛う容姿である。
矢野口 瑠衣（やのくち るい）
まりあのクラスメイト。7月10日生まれ。身長167センチメートル。B型。B90/W57/H85。ポニーテールが特徴。水泳部所属。非常に豊かなバストである。
津田山 一（つだやま はじめ）
祐介のクラスメイト。9月8日生まれ。身長154センチメートル。B型。笑顔の絶えない少年。
新城 麻帆（しんじょう まほ）
まりあのクラスメイト。10月15日生まれ。身長145センチメートル。O型。B79/W51/H77。当初は分倍河原奈々美、久地京子とともに、まりあのクラスメイトのひとりとしての扱いだったが、祐介に好意を持ち始めるあたりから主要人物に匹敵するほど登場するようになった。アニメやゲームを趣味とする。えりかの小説の読者でもある。

## 書誌情報
- ほっぺげ『中原くんの過保護な妹』竹書房〈バンブーコミックス〉、全9巻
  1. 2015年6月19日初版発行（2015年6月5日発売[1]）、ISBN 978-4-8019-5268-3
  2. 2016年3月21日初版発行（2016年3月7日発売[2]）、ISBN 978-4-8019-5472-4
  3. 2017年3月7日発売[3]、ISBN 978-4-8019-5773-2
  4. 2018年3月7日発売[4]、ISBN 978-4-8019-6205-7
  5. 2019年3月7日発売[5]、ISBN 978-4-8019-6550-8
  6. 2020年3月6日発売[6]、ISBN 978-4-8019-6890-5
  7. 2021年3月5日発売[7]、ISBN 978-4-8019-7253-7
  8. 2022年3月7日発売[8]、ISBN 978-4-8019-7588-0
  9. 2023年4月17日発売[9]、ISBN 978-4-8019-8032-7